# Ronde van Madrid 2006
De Ronde van Madrid 2006 was de 20e editie van deze wielerwedstrijd die als meerdaagse koers werd verreden in de Autonome Regio Madrid in Spanje. Het algemeen klassement werd gewonnen door Sergio Escobar. Deze wedstrijd maakt deel uit van de UCI Europe Tour 2006.

## Etappe-overzicht
| Etappe    | Datum  | Start                      | Finish                     | afstand     | Winnaar         | Leider         |
| --------- | ------ | -------------------------- | -------------------------- | ----------- | --------------- | -------------- |
| 1e etappe | 11 mei | Madrid                     | Madrid                     | 8,5 km (IT) | Josu Agirre     | Josu Agirre    |
| 2e etappe | 12 mei | Valdelaguna                | Valdelaguna                | 148,3 km    | Diego Milán     | Josu Agirre    |
| 3e etappe | 13 mei | San Sebastián de los Reyes | San Sebastián de los Reyes | 153,3 km    | Mikel Gaztañaga | Josu Agirre    |
| 4e etappe | 14 mei | Humanes                    | Humanes                    | 114,5 km    | Óscar Vicente   | Josu Agirre    |
| 5e etappe | 15 mei | Colmenar de Oreja          | Colmenar de Oreja          | 114,5 km    | Unai Elorriaga  | Sergio Escobar |

## Eindklassement
| Ronde van Madrid 2006 |                    |                         |           |
| Plaats                | Naam               | Ploeg                   | Tijd      |
| Gele trui             | Sergio Escobar     | Grupo Nicolás Mateos    | 12u52'12" |
| 2                     | Jesús Ramírez      | Spiuk-Extremadura       | +00' 06"  |
| 3                     | Michail Ignatiev   | Tinkoff Restaurants     | +00' 17"  |
| 4                     | Francisco Torrella | Alfus Tedes             | +00' 36"  |
| 5                     | Unai Elorriaga     | Alfus Tedes             | +00' 42"  |
| 6                     | Fernando Torres    | Spiuk-Extremadura       | +00' 43"  |
| 7                     | Diego Milán        | Grupo Nicolás Mateos    | +00' 49"  |
| 8                     | Graziano Gasparre  | Amore & Vita-McDonald's | +00' 53"  |
| 9                     | Ángel Vazquez      | Atom                    | +01' 00"  |
| 10                    | Pavel Broett       | Tinkoff Restaurants     | +01' 12"  |